# Одноугольник

Невырожденный одноугольник на окружности: красная точка — вершина, большая дуга окружности — сторона.

Одноуго́льник (генагон, моногон) — геометрическая фигура, многоугольник с одной стороной и одной вершиной. Обозначается символом {1}. Имеет только одну сторону и только один внутренний угол.
В евклидовой геометрии одноугольник оказывается вырожденным — точкой, поскольку конечные точки его единственной стороны должны совпадать (быть единственной вершиной). В большинстве классических курсов элементарной геометрии считается «невозможной фигурой» и определение многоугольника не допускает одноугольника. При этом понятие одноугольника в элементарной геометрии используется в контексте выпуклой оболочки: выпуклая оболочка одной точки образует нульмерный выпуклый одноугольник (выпуклая оболочка двух точек — отрезок, одномерный выпуклый двуугольник, в случае {\displaystyle n\geqslant 3} — трёхмерный выпуклый {\displaystyle n}-угольник).
В сферической геометрии одноугольник образуется как сферическая ломанная, состоящая из одной вершины, то есть, сферическая прямая с отмеченной точкой. Таким образом, сферический одноугольник разбивает сферу на две полусферы. Сферический одноугольник позволяет сформировать моноэдр — сферический многогранник с одной одноугольной поверхностью с символом Шлефли {1,1}, и диэдр — с двумя одноугольными поверхностями, общим углом 360° и одной вершиной с символом Шлефли {1,2}:

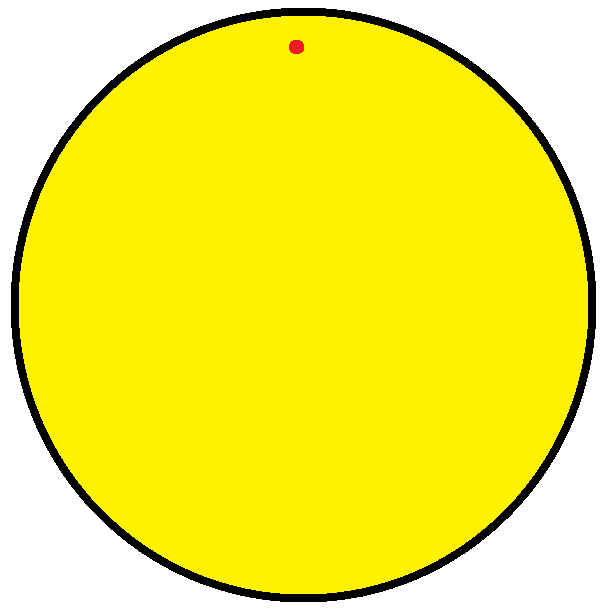
Моноэдр с одной одноугольной поверхностью ({1,1})
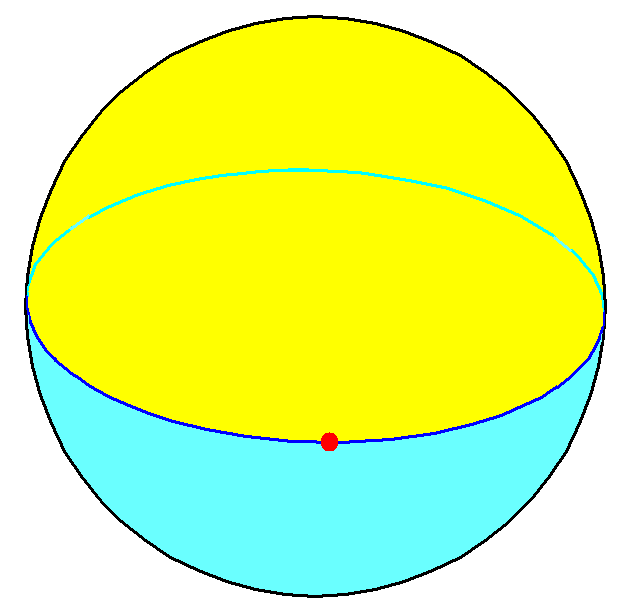
Диэдр с двумя одноугольными поверхностями ({1,2})